# 수이모거우구

수이모거우구(위구르어: شۇيموگۇ رايونى 수이모구 구, 중국어: 水磨沟区, 병음: Shuǐmògōu Qū)는 신장 위구르 자치구 우루무치 시의 현급 행정구역이다. 넓이는 92km2이고, 인구는 2007년 기준으로 240,000명이다.

## 행정 구역
15개 가도를 관할한다.
- 가도변사소: 水磨沟街道、六道湾街道、苇湖梁街道、八道湾街道、新民路街道、南湖南路街道、南湖北路街道、七道湾街道、榆树沟街道、石人子沟街道、水塔山街道、华光街街道、龙盛街街道、 振安街街道、 河马泉街道